# Хенри Портър
Хенри Портър (на английски: Henry Porter) е английски журналист и писател на произведения в жанра трилър и криминален роман.

## Биография и творчество
Хенри Кристофър Менсел Портър е роден на 23 март 1953 г. в Устършър, Англия, в семейство на военни, а баща му е пето поколение, служещи в Кралския стрелкови корпус. Ранните си години прекарва в Германия и поредица от армейски лагери. Следва в Уелингтън Колидж и история на изкуството в Университета на Манчестър.
След дипломирането си работи като журналист, първоначално в „Съндей Таймс“, а в кроя на 80-те става изпълнителен директор на „Индипендънт от Съндей“. До 2014 г. е редовен колумнист в „Обзървър“, фокусиращ се върху гражданските свободи и заплахата за демокрацията. В продължение на 25 години, до 2018 г., е редактор на британското издание на „Венити Феър“. Пише също за „Гардиън“, „Ивнинг Стандарт“, „Таймс“ и „Телеграф“ и други. Той също така е активист, председателстващ Съвместното медийно звено на кампанията „Народен вот“ (до 2019 г.) и „Конвентът“, която организира мащабни политически конференции.
Първият му роман „Око за око“ е издаден през 1999 г. Главният герой Константин Линдоу чака брат си Иймън пред централна лондонска метростанция, когато автобус завива на улицата и се взривява, а на следващия ден е арестуван като главен заподозрян. За да докаже невинността си трябва да намери истинския атентатор, да се изправи срещу тайния живот на собствения си брат и хладнокръвните убийци, да мине през половината свят и обратно в Лондон, където се изправя срещу убиец с гений за криптиращи кодове. Романът става международен бестселър.
Първият му роман „Б.О.С.“ от поредицата „Робърт Харланд“ е издаден през 2001 г. Робърт Харланд завършва кариерата си на британски шпионин в австрийска болница, след като е бил измъчван и бит от чешки агенти по сигурността в последните дни на комунистическия режим. Намира си работа в Червения кръст и след това в ООН, но 12 години по-късно неговият самолет необяснимо се разбива на летище „Ла Гуардия“, Ню Йорк, а той е единственият оцелял. Търсенето на отговори го води към миналото му, в свят на безмилостни интриги и недоверие. Третият роман от поредицата, „Бранденбург“ (Бранденбургската врата), чието действие се развива по времето на падането на Берлинската стена през 1989 г., което той отразява като журналист, получава наградата „Иън Флеминг“.
През 2018 г. е издаден първият му роман „Светулка“ от поредицата „Пол Самсън“. Действието на романа се развива по време на мигрантската вълна през 2015 г. Едно тринадесетгодишно момче, с кодово име „Светулка“, тръгва от бежанските лагери на Гърция през планините на Македония към Германия, носейки жизненоважни разузнавателни данни за терористична клетка и нейните планове. По следите му са терористите, за да го убият, а също и бившият агент на МИ6, който има за цел да го опази и отведе на безопасно място. Романът получава наградата „Уилбър Смит“ за приключенски роман.
Хенри Портър е женен за Лиз Елиът, която е главен редактор на списание House and Garden, с която се запознава, когато и двамата работят в списание Private Eye през 70-те години. Имат две дъщери. В свободното си време той е запален художник. През 2015 г. е избран за президент на клуба по крикет в Бирлингам, Устършър, чиято земя наследява от баща си Хари Портър през 2014 г.
Хенри Портър живее със семейството си в Лондон.

## Произведения

### Самостоятелни романи
- Remembrance Day (1999)[1][2][3][6]
Око за око, изд. „Атика“ (2002), прев. Петър Герасимов
- The Dying Light (2009)
- The Master of the Fallen Chairs (2011) – за юноши[5]
- The Enigma Girl (2024)

### Поредица „Робърт Харланд“ (Robert Harland)
1. A Spy's Life (2001)[1][2]</ref>[4]
Б.О.С., изд. „Атика“ (2002), прев. Петър Герасимов
2. Empire State (2003)
Обратен камуфлаж, изд.: ИК „Бард“, София (2007), прев. Минчо Бенов
3. Brandenburg (2005) – награда „Иън Флеминг“

### Поредица „Пол Самсън“ (Paul Samson)
1. Firefly (2018) – награда „Уилбър Смит“[1][2]
2. White Hot Silence (2019)
3. The Old Enemy (2021)

### Документалистика
- Lies, Damned Lies and Some Exclusives (1984)[4]